# فضای مرده (کمیک)
فضای مرده (انگلیسی: Dead Space) یک کمیک علمی–تخیلی ترسناک که توسط آنتونی جانستون نوشته و توسط بن تمپلاسمیت مصور شده بود، و در بازهٔ زمانی مارس و سپتامبر توسط شرکت ایمیج کامیکس منتشر شد. این کمیک پیش‌درآمدی برای بازی ویدئویی به همین نام بود و حدود پنج هفته قبل از اینکه مستعمرهٔ فضایی اجیس ۷ ساخته‌ای به نام مارکر را کشف کند را روایت می‌کند.